# جوني بروكس
جوني بروكس (بالإنجليزية: Johnny Brooks)‏ (23 ديسمبر 1931 بريدنغ في المملكة المتحدة - 7 يونيو 2016) هو لاعب كرة قدم بريطاني في مركز مهاجم داخلي. شارك مع منتخب إنجلترا لكرة القدم. أما مع النوادي، فقد لعب مع تشيلسي وتوتنهام هوتسبير وستيفيناغ بوروه وكريستال بالاس ونادي برينتفورد ونادي ريدنغ وكليفلاند ستوكرز وتورونتو سيتي ونادي كامبريدج ستي وKnebworth F.C. ‏ وStevenage Town F.C. ‏.

## مسيرته الكروية
لعب جوني بروكس خلال مسيرته الاحترافية مع 5 أندية في ثمانية عشر موسمًا وسجل خلالها 94 هدفًا ضمن 348 مباراة. ولم يفز بأي موسم بالكأس أو بالدوري.
خاض جوني بروكس مسيرته مع نادي ريدنغ في موسم 1949–50 ليلعب معه أربعة مواسم، مشاركًا في 46 مباراة سجل خلالها 6 أهداف. ثم انتقل إلى نادي توتنهام هوتسبير في موسم 1952–53 ليلعب معه ثمانية مواسم، حيث شارك في 166 مباراة سجل خلالها 46 هدفًا. لينتقل بعدها إلى نادي تشيلسي في موسم 1959–60 ولمدة موسمين، مشاركًا في 46 مباراة سجل خلالها 6 أهداف. ثم انتقل إلى نادي برينتفورد في موسم 1961–62 واستمر معه طيلة ثلاثة مواسم، مشاركًا في 83 مباراة سجل خلالها 36 هدفًا. هذا وانتقل لاحقًا إلى نادي كريستال بالاس في موسم 1963–64 لمدة موسم واحد، مشاركًا في 7 مباريات ولم يسجل أي هدف.

## وصلات خارجية
- جوني بروكس على موقع قاعدة بيانات كرة القدم.إي يو (الإنجليزية)
- جوني بروكس على موقع ناشيونال فوتبول تيمز (الإنجليزية)
- جوني بروكس على موقع Soccerbase.com (لاعب) (الإنجليزية)
- جوني بروكس على موقع عالم كرة القدم.نت (الإنجليزية)